# Sangso
Sangso is een bestuurslaag in het regentschap Bireuen van de provincie Atjeh, Indonesië. Sangso telt 1125 inwoners (volkstelling 2010).